# یعقوب ظروفچی
یعقوب ظروفچی (زاده ۱۳۳۳ در تبریز – درگذشته ۲۳ شهریور ۱۴۰۰ در باکو) یکی از خوانندگان سنتی زبان ترکی آذربایجانی بود.
از آثار یعقوب ظروفچی می‌توان از چندین تک‌ترانه و آلبوم‌هایی از ترانه‌های قدیمی و جدید بومی آذربایجان نام برد. پس از انقلاب ۱۳۵۷ بیشترین فعالیت وی به همراه ارکستر سمفونیک جمهوری آذربایجان بود. یعقوب ظروفچی تحصیلات خود را در مدرسه فروردین تبریز آغاز کرد. در سال ۱۳۴۸ در تلویزیون تبریز ترانه خواند. او تمایل به خواندن را در ارتباط با زندگی طولانی پدرش در باکو می‌دانست. یعقوب ظروفچی همیشه از همفکران علیرضا نابدل بود. علیرضا نابدل شعر «ای اوشاقلار» را برای همفکران خود نوشت و یعقوب ظروفچی آنرا با موسیقی خواند.
ظروفچی تحصیلات خود را از سال ۱۳۵۲ در دانشکده اقتصاد دانشگاه تهران آغاز کرد. با تشدید مبارزات مارکسیستی در کردستان ایران یعقوب ظروفچی شعر دیگری از علیرضا نابدل به نام «کردستان» را با موسیقی خواند. یعقوب پس از انقلاب ۱۳۵۷ با همراهی بسیاری از همفکران مارکسیست دیگر از ایران خارج شد و تحصیلات موسیقی خود را در هامبورگ آغاز کرد و در آنجا موفق به دریافت مدرک دیپلم در هنر آواز شد.
گل آقا محمدوف، یکی از خواننده‌های جمهوری آذربایجان در سال ۱۹۸۹ (۱۳۶۸ خورشیدی) در آلمان با یعقوب ظروفچی دیدار کرده و او را به باکو دعوت کرد. آن دو با هم کلیپی به عنوان وحدت جمهوری آذربایجان (آران و شروان) با بخش‌های ترک ایران تهیه کرده و از تلویزیون باکو پخش کردند.
یعقوب ظروفچی در میدان لنین (آزادی) باکو در حضور ابوالفضل ایلچی بیگ (رئیس‌جمهور آذربایجان) سخنرانی کرده و با قسم خوردن به نام همفکرش علیرضا نابدل حاضران را به وحدت دو آذربایجان شمالی و جنوبی تشویق نمود. پس از این گردهمایی؛ رئیس‌جمهور آذربایجان به صورت کتبی از ایشان تشکر کرد. او بعداً مدرک کارشناسی ارشد هنر آواز را از دانشگاه میامی فلوریدا در آمریکا دریافت کرد و شهروند آمریکا شد. وی در ژوئیه ۲۰۰۹ (۱۳۸۸) پس از طلاق از همسر نخست خود در آمریکا و ازدواج با همسر دوم در باکو ساکن شد و شهروندی جمهوری آذربایجان را هم دریافت نمود.
یعقوب ظروفچی در ۲۳ شهریور ۱۴۰۰ (۱۴ سپتامبر ۲۰۲۱) بر اثر ابتلا به کووید ۱۹ در بیمارستان «یئنی کلینیکا» شهر باکو پایتخت جمهوری آذربایجان در گذشت.

## آلبوم‌ها
ظروفچی تا سال ۱۹۹۵ دو آلبوم با همکاری ارکستر سمفونی آذربایجان با نام‌های "بهترین‌های ظروفچی" شامل ۱۰ ترانه، "آرزو" شامل ۱۴ ترانه، و آلبوم "آیریلیق" را با همکاری شرکت کلتکس رکوردز (CALTEX RECORDS) در سال ۱۹۹۶ تولید کرده‌است.
- تولدت مبارک[۳]
- آرزو با همکاری ارکستر سمفونیک آذربایجان (Arezoo/Azarbaijan State Symphony Orchestra)‏[۴]
- بهترین‌های ظروفچی با همکاری ارکستر سمفونیک آذربایجان (Best of Zoroofchi)‏[۵]
- آیریلیق (Ayreligh) با همکاری شرکت کلتکس رکوردز.[۶]